# Селітряні заводи Гумберстоун і Санта-Лаура
Селітряні заводи Гумберстоун і Санта-Лаура (ісп. Oficinas salitreras de Humberstone y Santa Laura) — два колишні заводи з очищення калієвої селітри, розташовані в регіоні Тарапака на півночі Чилі, за 48 км на схід від міста Ікіке. В цьому районі розташовані також й інші селітряні заводи, зокрема Чакабуко, Марія-Елена, Педро-де-Вальдівія, Пуельма і Аґуас-Сантас.
З 2005 року входять до списку Світової спадщини ЮНЕСКО.

## Історія
У 1872 році, коли ця територія ще відносилася до Перу, видобувна компанія Guillermo Wendell Nitrate Extraction Company організувала видобуток селітри в Санта-Лаурі. У тому ж році Джеймс Томас Хамберстон заснував компанію «Peru Nitrate Company» і організував роботу в Ла-Пальмі. Обидва підприємства швидко набирали обертів, навколо підприємств з видобутку селітри утворювалися містечка з будівлями в англійському стилі. У цих містечках у пампі жили робітники з Чилі, Перу і Болівії, які формували в них характерну культуру проживання «пампінос», яка відрізнялася багатою мовою, духом творчості та солідарності, боротьбою за соціальну справедливість, і яка вплинула на хід історичних подій в регіоні.
У той час, як Ла-Пальма стала одним з найбільших селітрових підприємств у всьому регіоні, в Санта-Лаурі справи були гірше через падіння рівня виробництва. У 1902 році Санта-Лауру придбала компанія Tamarugal Nitrate Company, в 1913 видобуток в Санта-Лаурі була припинений до того, як був впроваджений процес видобутку за Шенксом, який підвищив рівень виробництва.
Проте обидва підприємства стали банкрутами під час Великої депресії в 1929 році через розвиток синтезу аміаку німцями Фріцем Хабером і Карлом Бошем, що призвело до промислового виробництва добрив. Обидва виробництва були придбані компанією COSATAN (Compañía Salitrera de Tarapacá y Antofagasta) в 1934 році. COSATAN перейменувала Ла-Пальму в «Oficina Santiago Humberstone» на честь засновника виробництва. Компанія спробувала створити конкурентоспроможне виробництво природної селітри шляхом модернізації Гумберстоуна, що призвело до того, що в 1940 році Гумберстоун став однією з найуспішніших селітрових розробок.
У 1958 році компанія COSATAN була закрита, а в 1960 припинилася робота на обох виробництвах. У 1970 році після того, як вони стали «містами-привидами», вони стали національними пам'ятками і були відкриті для туризму. У 2005 році ЮНЕСКО включила їх до списку Світової спадщини.

## Галерея

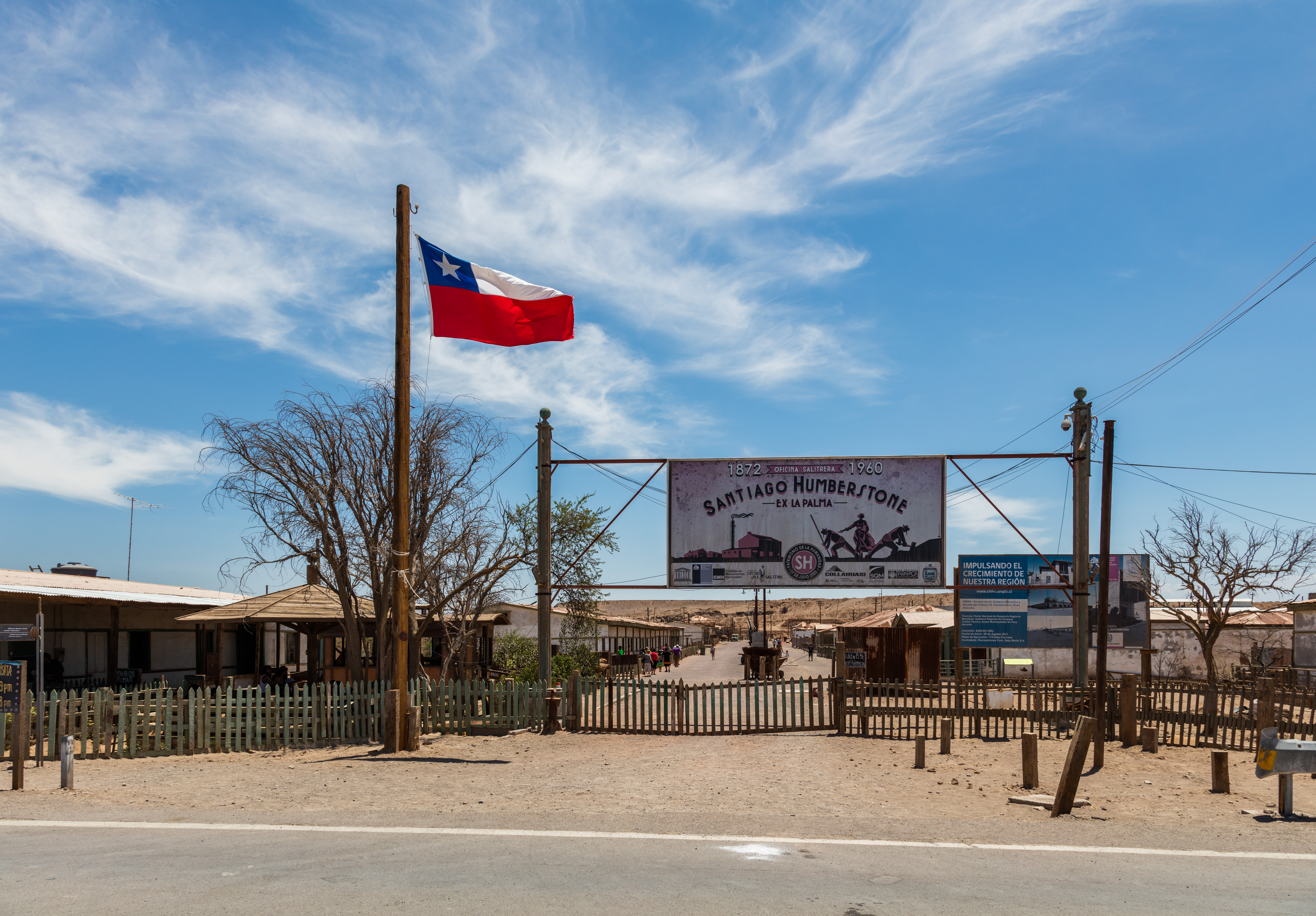
Вхід до Гумберстоуна
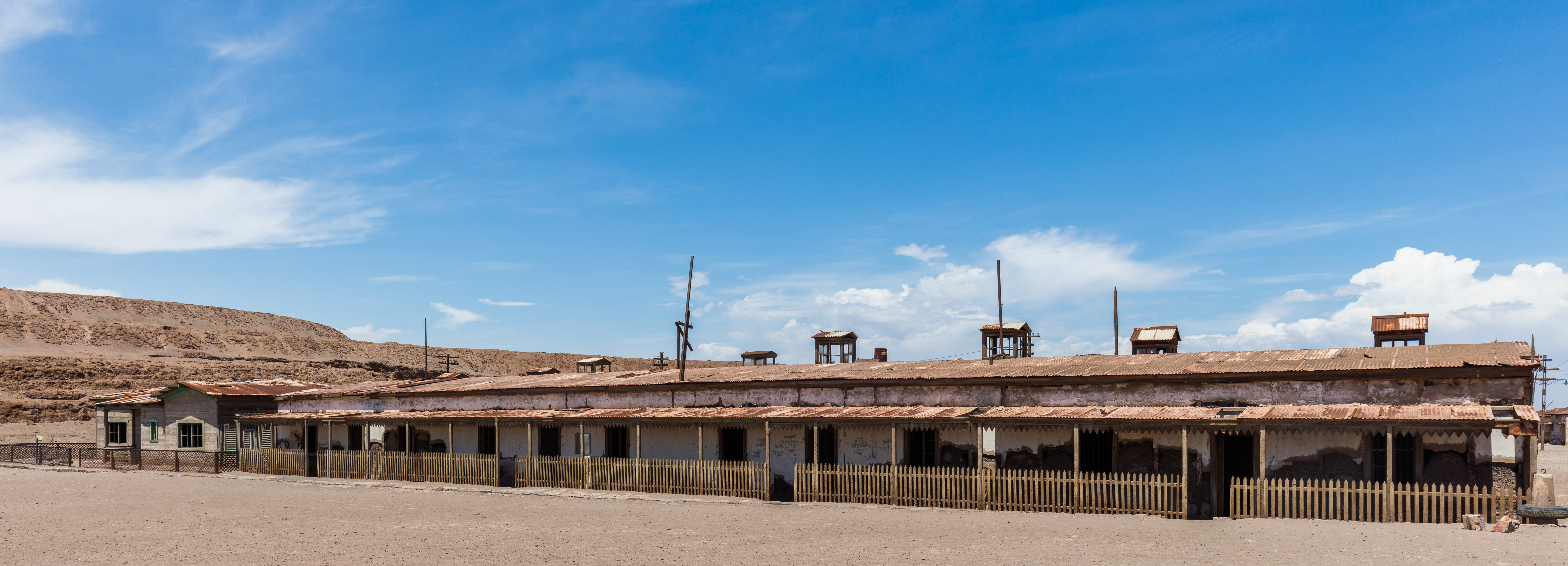
Робітничі квартали
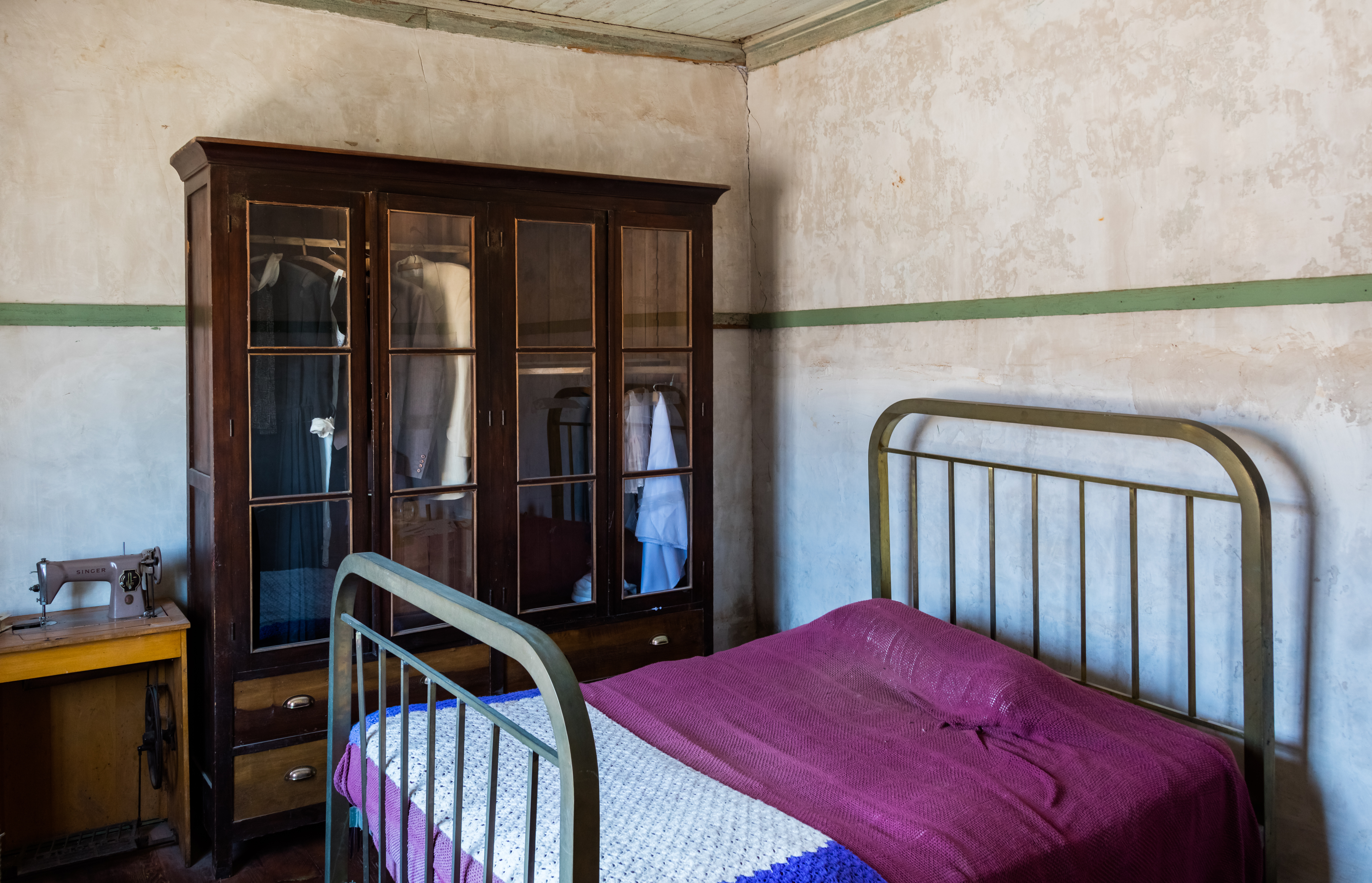
Робітничі квартали
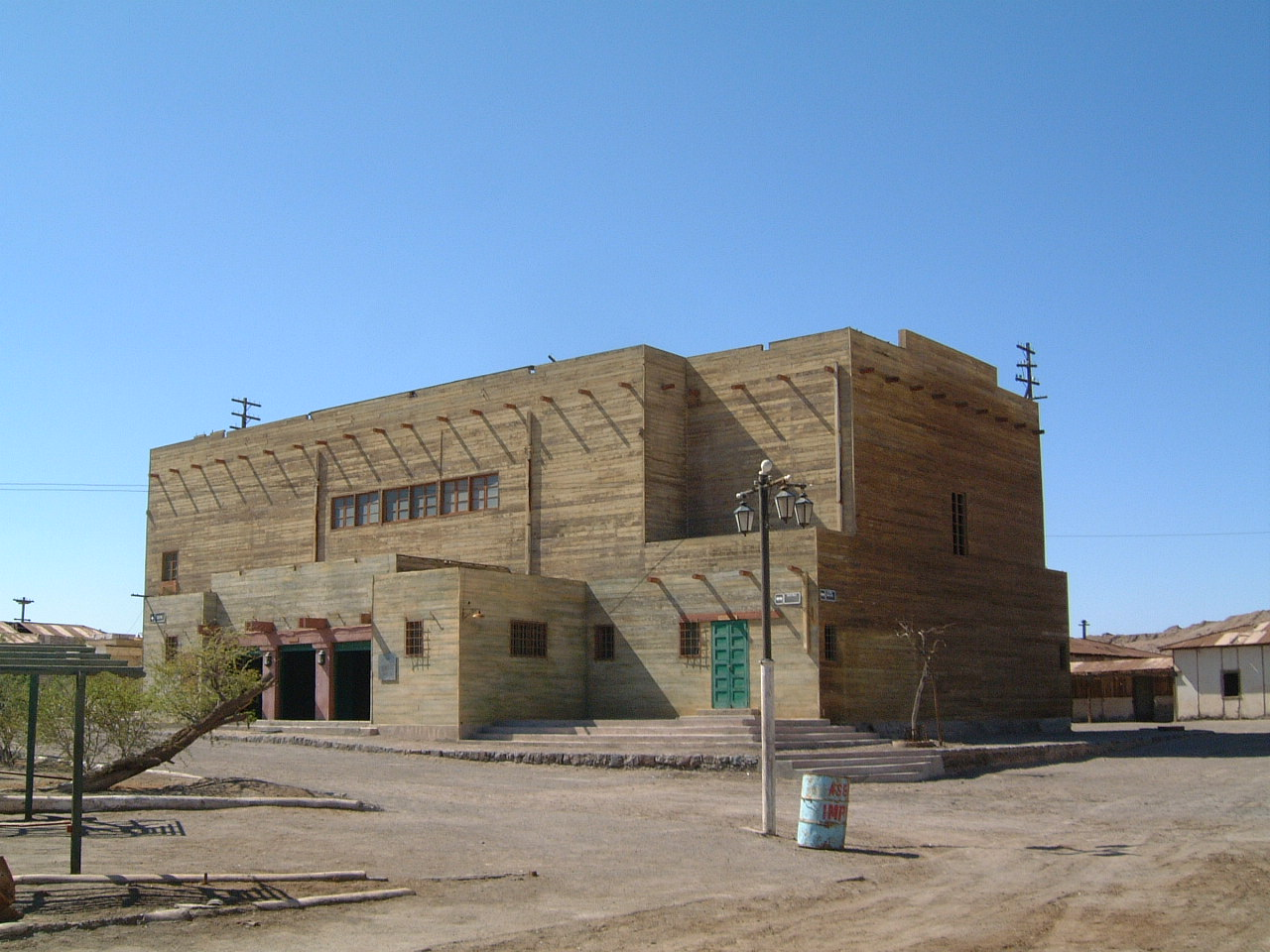
Театр
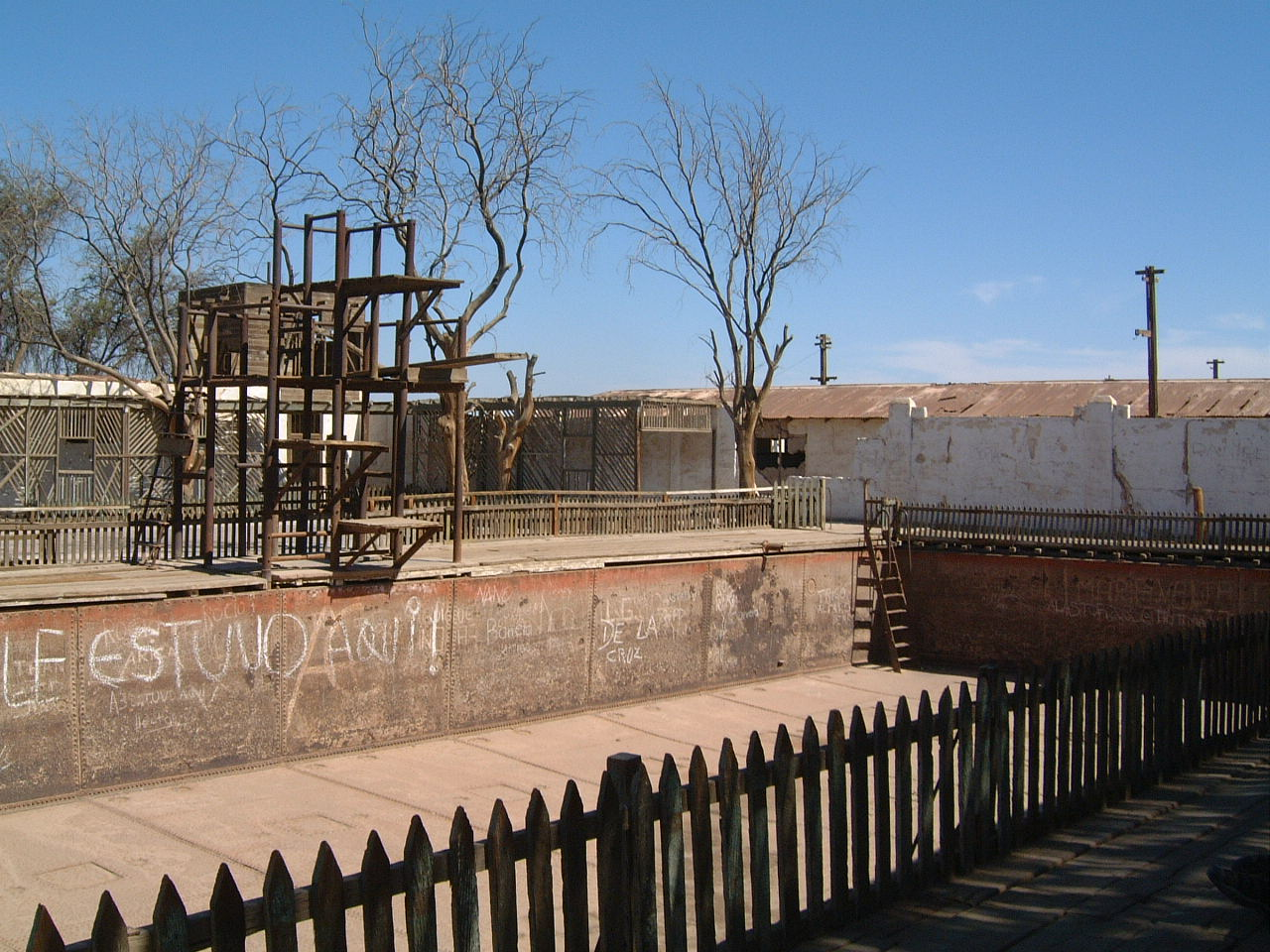
Басейн для плавання
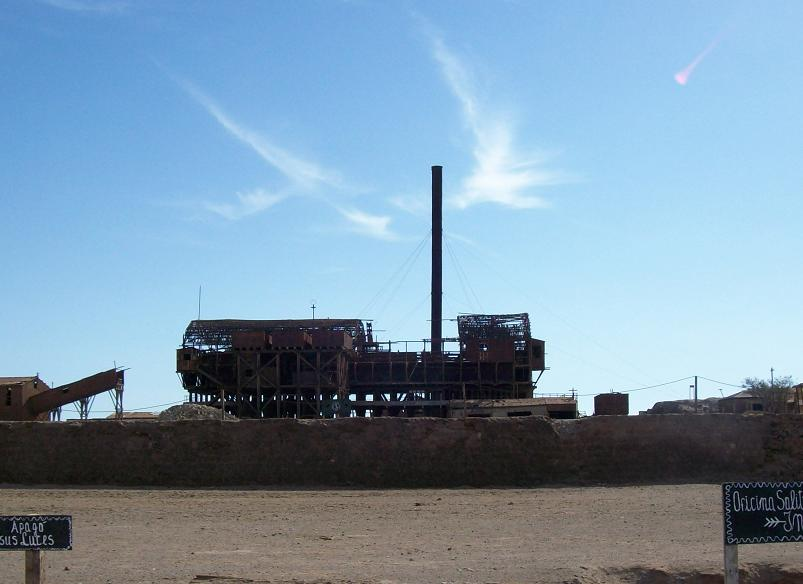
Санта-Лаура

| Чилі | Це незавершена стаття з географії Чилі. Ви можете допомогти проєкту, виправивши або дописавши її. |

1. ↑  * Назва в офіційному англомовному списку